# Supercorridor
Si definisce supercorridor (in italiano "supercorridoio") un'infrastruttura legata ai trasporti proposta negli Stati Uniti d'America. Un supercorridor consisterebbe in numerose autostrade, rotaie e strutture adatte al trasporto di beni come acqua, elettricità, gas naturale e petrolio.
La sezione autostradale dovrebbe essere divisa in due parti distinte: corsie per i camion e corsie per i veicoli. Allo stesso modo, la linea ferroviaria del corridoio dovrebbe essere ripartita tra treni merci, treni per pendolari e treni ad alta velocità. 
Un esempio di supercorridor è il Trans-Texas Corridor in Texas, opera ora interrotta, che faceva parte di un progetto per collegare Città del Messico e Winnipeg passando per il Messico, il Texas, l'Oklahoma, l'Illinois e il Canada.

## Critiche
Molti critici sostengono che sarebbe più utile investire in progetti più piccoli e nella manutenzione delle strade già esistenti, altri sono invece preoccupati per i danni ambientali che potrebbero verificarsi con la creazione di un supercorridor. Anche l'acquisizione di grandi spazi di terreno per costruire corridoi di questo tipo ha creato un intenso dibattito su diritti di proprietà, così come il problema del possibile aumento della disoccupazione tra i camionisti.